# クモノスカビ
クモノスカビ（Rhizopus）は、菌界・接合菌門・接合菌綱・ケカビ目・クモノスカビ科（あるいはケカビ科）に属するカビの和名である。基質表面をはう菌糸の様子がクモの巣を思わせることから、その名がある。学名がRhizopusであることからリゾープス菌もしくはリゾープス属菌と呼ばれることもある。また、テンペの製造に利用されるテンペ菌もクモノスカビの一種である。

## 一般的特徴
クモノスカビは、湿った有機物表面に出現する、ごく普通のカビである。空中雑菌として出現することも多い。
体制はケカビに似ている。菌糸体は多核体の菌糸からなり、基質中に菌糸をのばすが、基質表面から気中へと匍匐菌糸をのばすのが特徴である。匍匐菌糸は基質の上をはい、基質につくとそこから菌糸をのばす。そのため、ケカビに比べると、コロニーの成長が早く、あっというまに広がる。基質の表面に広がる気中菌糸は、その表面に水滴がつき、きらきらと輝き、クモの巣のように見える。
無性生殖は、胞子のう胞子による。胞子嚢柄は匍匐菌糸が基質に付着したところから出て、その下には仮根状菌糸が伸びる。胞子のう柄はほとんど分枝せず、先端に大きな胞子のうを1つつける。胞子のうは、ケカビのものによく似ているが、胞子のう柄の先端がすこし広がって胞子のうに続き、胞子のう内部の柱軸になめらかに続いている（ケカビでは、胞子のう柄は胞子のうのところでくびれる）。このような胞子のう直下のふくらみをアポフィシスと呼び、ケカビ目の属の分類では重要な特徴とされる。ただし、ユミケカビ(Absidia)ほど明瞭ではないので、見分けにくい場合もある。
胞子は、胞子嚢の壁が溶けることで放出される。はじめは壁がとろけてできた液粒の中に胞子が入った状態だが、すぐに乾燥し、柱軸も乾いて傘状に反り返り、その表面に胞子が乗った状態になる。クモノスカビの胞子はケカビなどにくらべて乾燥に強そうな、丈夫な表面を持ち、条模様が見られるのが普通である。
有性生殖は、ケカビと同じように、配偶子のう接合によって接合胞子のうを形成する。一部の種をのぞいては自家不和合性なので、接合胞子のうを見掛けることは少ない。接合胞子のう柄はH字型で、丸くふくらむ。接合胞子のうは黒褐色に着色し、その表面は凹凸がある。

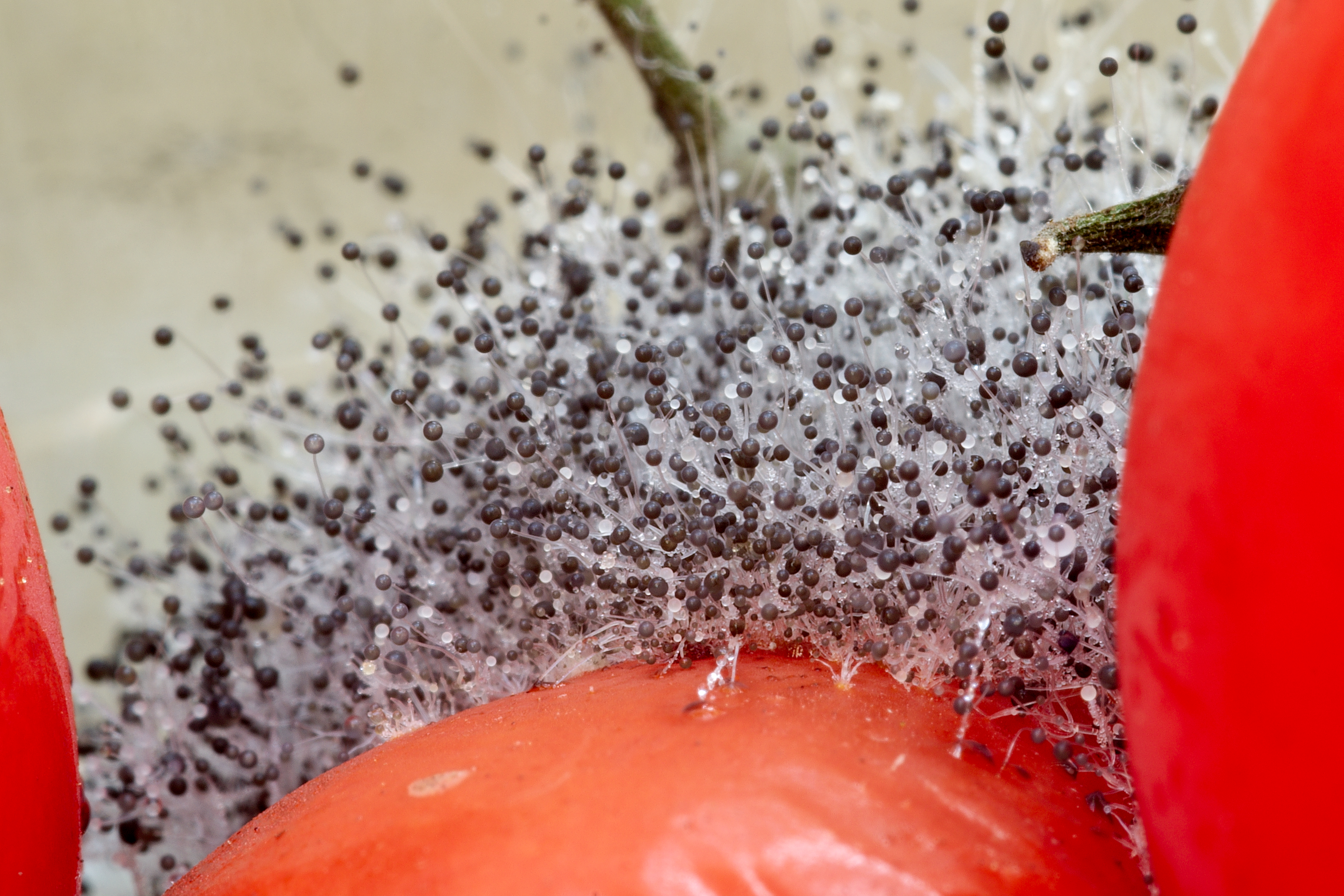
トマトの果実に出たコロニー 恐らくR. stronifer
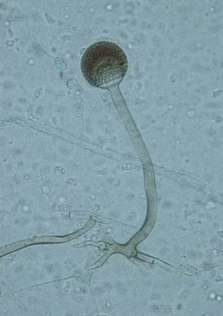
単一の胞子嚢と胞子嚢柄 R. microsporus
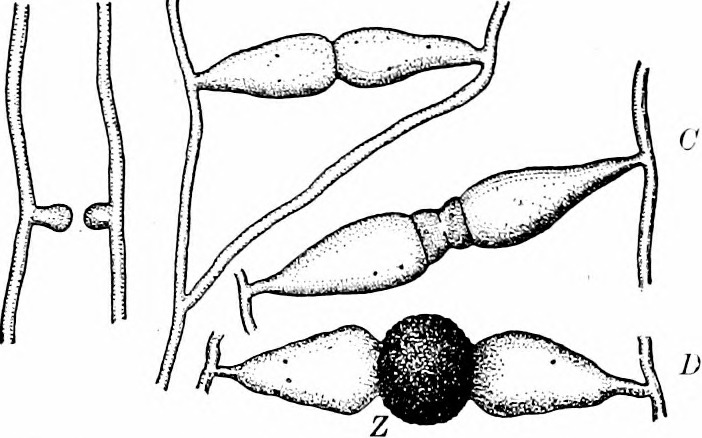
接合胞子嚢形成

## 人間との関係
クモノスカビは、基本的には腐生であるが、弱い寄生菌として、植物の病原体になる場合がある。食物の上に出現することも多い。モモなどの柔らかい果実について、その腐敗を早めることもある。
極めて成長が早いので、微生物の培養時にコンタミとしてこれが侵入すると、一夜にして全てを覆いつくす。胞子もよく飛ぶのでいやがられる。

## 食品などへの応用
コウジカビを使う日本以外のアジア全域において、昔から紹興酒などの酒の醸造で麹に用いられたり、インドネシアでは茹でた大豆に生やしてテンペ(Tempeh)という伝統食品にする例がある。
近年では穀物とともに発酵させ麹としたものが機能性動物飼料や健康食品に利用されている例が日本や台湾で見受けられる他、リゾープス菌を麹とした清酒製造が試みられた例もある。
また米ぬかとともに発酵させることで未発酵状態の米ぬかよりもより多くの抗菌物質が抽出された研究や、小麦とともに発酵させたことで小麦に含まれる抗酸化物質の抽出量が増大した研究が論文発表されており、医薬品や機能性材料への応用も期待されている。

## 分類
古くからよく知られた属であり、ケカビ目を代表するものの一つでもある。古典的な分類体系では大型の胞子嚢のみを形成し、接合胞子嚢の様子もケカビに近いものであるため、ケカビ科に含めた。また、アポフィシスを持つことからケカビ科を細分してユミケカビ科としたこともある。ただし、このような形態に基づく分類体系は、分子系統によって示された系統関係とかけ離れたものであることが示され、見直しが進みつつある。Hoffmann et al.(2013)ではこの属をスポロディニエラ、フタマタケカビ Syzygites と共にクモノスカビ科としており、この研究結果で認められた群の中では比較的よくまとまった群をなしているとしている。
100を越える種が記載されている。形態が単純で分類が難しい類でもある。実際の種数は十数種といわれる。
- Rhizopus stronifer (Ehrenberg: Fr.) Vuillemin：もっとも普通な種
- R. arrhizus Went. et Prinsen Geerl：食品等に利用されるもの
- R. sexualis (Smith) Callen ：自家和合性の種
- R. microsporus van Tieghem, 1875
- R. oligosporus Saito：テンペの醗酵に利用される種